# Fonte de Ferrugende

## Localização
A Fonte de Ferrugende é uma fonte de mergulho, situada na Freguesia de Friões, Concelho de Valpaços, encaixada entre os lugares de Lamelas e Escalão; contudo a fonte deu o seu nome aos terrenos que a circundam e aos quais o povo chama, a Terra da Fonte, o Linhar da Fonte a Vinha da Fonte,...
Situa-se junto a um dos caminhos que conduzem aos terrenos chamados de Regadas e Ribeira, em direção à aldeia vizinha de Celeirós. Dista cerca de 500 m da Capela de São Tomé de Ferrugende e à altitude de cerca de 700 m, ou seja menos 30 m do que a altitude média da aldeia.

## A Fonte
A fonte é construída por granito tosco de cor amarelada, característico da região. Trata-se de uma fonte extremamente simples e o por isso dotada de uma excepcional beleza. Possui uma nascente com um caudal médio permanente de cerca de 45 litros por minuto, sendo a sua variação  ao longo do ano muito reduzida, o que não obstante a localização de acesso difícil sempre foi uma garantia de abastecimento de àgua para toda a população desta antiga aldeia de Ferrugende.

## A Irrigação
A água era transportada em cântaros para as residências, sendo muito apreciada pelos consumidores pela sua leveza e frescura. As populações não consumiam mais do 5% da água produzida, a restante repartia-se por 3 reservatórios: Um bebedouro para animais, principalmente bovinos e cavalos, uma tanque pequeno para lavagem de roupa e um tanque de maiores dimensões para armazenar água destinada a irrigar os terrenos, muito férteis, (chamados de linhares) situados a jusante.

## Simbologia
Na fonte destaca-se a padieira, em forma de arco imperfeito com uma superfície frontal de cerca de 1.2 m2 e na qual se encontram gravadas em baixo relevo 2 pequenas ranhuras (uma circular e outra ovalizada) e 3 cruzes claramente visíveis.

## Dimensões
A porta frontal acima da superfície da água tem cerca de 150 cm de altura por 95 de largura e 70 de profundidade. O depósito de água mede  95 x 70 x 80 cm, ou seja, tem a capacidade para 532 litros de água.
Do lado esquerdo da fonte encontra-se um bloco de granito para colocação dos cântaros, com o objetivo de permitir que a água aderente à superfície exterior escorra, existem mais dois blocos, um frontal e outro situado do lado direito, destinados ao descanso das pessoas